# Вирощування алмазів
«Вирощування алмазів» (філософський роман) — роман українського письменника Ігоря Павлюка.
Павлюк Ігор. Вирощування алмазів. Філософський роман / Ігор Павлюк. — Львів: Апріорі, 2016. — 216 с. ISBN 978-617-629-336-1.
Книга «Вирощування алмазів» увійшла до списку «Книжка року'2016»: Лідери літа. «Красне письменство» [Архівовано 24 квітня 2017 у Wayback Machine.].

## Анотація
|  | Природа творить алмази мільйони років. Людина навчилася їх вирощувати штучно... А хто, що і як вирощує і шліфує алмази людських душ?.. Філософські, психологічні, ідеологічні проблеми вибору між органічним і хімічним, честю і вигодою, зовнішнім та внутрішнім космосом турбують екстремальних персонажів філософсько-фантастичного роману відомого письменника Ігоря Павлюка і його самого. |

## Ресурси Інтернету
- Яр Левчук. Письменник Ігор Павлюк: «Вирощування алмазів» — це мій екзистенційний досвід на межі життя й смерті"
- Юрій Хмелевський. Враження від роману Ігоря Павлюка «Вирощування алмазів» [Архівовано 24 березня 2022 у Wayback Machine.]
- Віктор Палинський. Чи фрагментарні світ і життя?.. Чи?.. Інакші?.. [Архівовано 17 лютого 2019 у Wayback Machine.]
- Дмитро Дроздовський. Як віднайти людину
- Ігор Павлюк. "Вирощування алмазів: Розмову вела Ірина Зенц [Архівовано 24 квітня 2017 у Wayback Machine.]
- Ігор Павлюк: «Вирощування алмазів» — це мій екзистенційний досвід на межі життя й смерті
- Люди-алмази, або Філософія «І…і» від Ігоря Павлюка [Архівовано 24 квітня 2017 у Wayback Machine.]
- «Вирощування алмазів» Ігоря Павлюка у Луцьку [Архівовано 20 квітня 2017 у Wayback Machine.]
- Ігор ОЛЬШЕВСЬКИЙ. РОМАН ІГОРЯ ПАВЛЮКА «ВИРОЩУВАННЯ АЛМАЗІВ»: СПОНУКАННЯ ДО НЕПРОСТИХ ЗАПИТАНЬ [Архівовано 24 квітня 2017 у Wayback Machine.]
- Дмитро ДРОЗДОВСЬКИЙ. Новий філософський роман-притча Ігоря Павлюка побачив світ у видавництві «Апріорі» [Архівовано 1 квітня 2017 у Wayback Machine.]
- Леся Степовичка. Про алмази та діаманти, або Поганих книжок не крадуть [Архівовано 25 травня 2022 у Wayback Machine.]
- Как писателю выжить в цифровом веке? [Архівовано 18 серпня 2017 у Wayback Machine.]
- У Нововолинську відбулася творча зустріч із письменником Ігорем Павлюком [Архівовано 25 квітня 2017 у Wayback Machine.]
- Що цікавого прочитати, або Топ-10 для душі і розуму [Архівовано 25 квітня 2017 у Wayback Machine.]
- Леся СТЕПОВИЧКА. ФІЛОСОФІЯ СПІЛКУВАННЯ: РЕЦЕНЗІЯ НА РОМАН ІГОРЯ ПАВЛЮКА «ВИРОЩУВАННЯ АЛМАЗІВ» [Архівовано 25 квітня 2017 у Wayback Machine.]
- Володимир Карпук про книгу Вирощування алмазів
- Володимир Ганулич. «Алмазні грані Ігоря Павлюка»

```
[
Архівовано
 18 серпня 2017 у 
Wayback Machine
.
]
```

1. ↑  Ігор Павлюк. Вирощування алмазів